# Бірґіт Петер
Бірґіт Петер (нім. Birgit Peter, 27 січня 1964) — німецька академічна веслувальниця.
Олімпійська чемпіонка 1988 (парні двійки), 1992 (парні четвірки) років.
Чемпіонка світу 1985 (парні четвірки), 1990 (одиночки) років, срібна призерка 1989 року в одиночці.